# Майдан Незалежності (Вінниця)
Майдан Незалежності — центральна площа Вінниці, названа на честь Незалежності України.

## Історія

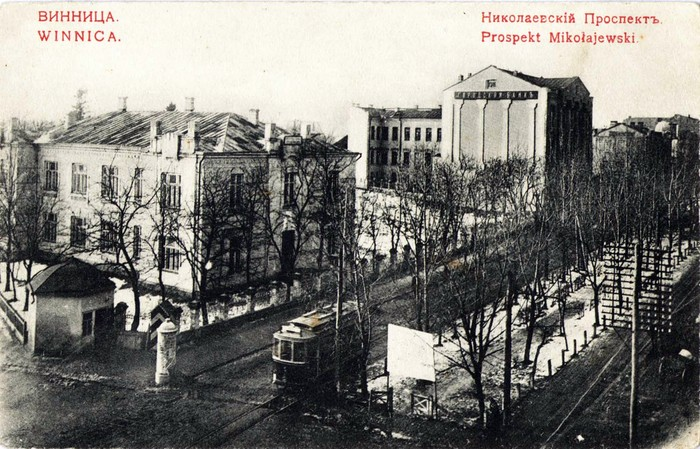
Училище на місці сучасної площі. На задньому плані — будівля міської думи і держбанку (рік побудови 1911)

Місце, де зараз майдан Незалежності, прилягає до вінницької центральної вулиці Соборної, яка в радянські часи носила ім'я Леніна, а до того — Миколаївський проспект. До 1960-х років на місці нинішньої площі стояла будівля реального двокласного училища (в радянські часи у ній розміщувалися установи). Біля неї був розбитий скверик з лавками.
У 1960-х роках адміністративну будівлю знесли, а вулицю Пушкіна з'єднали з вулицею Леніна і в цьому місці обладнали стоянку таксі. Наприкінці десятиліття почали будувати Вінницький міськвиконком у типовому радянському стилі «бруталізм» зі значним використанням скла.
Після побудови міськвиконкому перед ним облаштували центральну площу міста імені Леніна. Пам'ятник цьому радянському діячеві встановили у 1972 році: біля нього відбувалися святкування важливих державних свят, весільні фотосесії.
Рішення про демонтаж пам'ятника Іллічу ухвалювалося ще 1990 року, та реалізоване воно було два роки потому — 20 травня 1992 року. Робітники повинні були починати о другій годині ночі.
|                                                     | Вночі робляться темні справи. Тому ми розтягнули роботи аж до самого ранку, щоб люди побачили, як прибирають з площі комуністичного ідола. У цей час дехто вже добирався на роботу, почали ходити трамваї і тролейбуси. Люди зупинялися, дивилися… У рюкзаку на землі була пляшка шампанського. Кран підняли, отоді я відкрив пляшку, налив вино, Володимир [Нінов] проголосив тост: «Кінець тоталітаризму!» |
| — Валерій Ставнійчук, один із виконавців демонтажу, | |

1985 рік

У 1990-х на площі встановлювали новорічну ялинку, проводили громадські заходи.
У 2005 році, після Помаранчевої революції, площу перейменували у Майдан Незалежності, встановили невдалий пам'ятник Українській пісні, відреставрували фонтан. У 2012 році зроблено капітальний ремонт площі: встановили тротуарну плитку, фонтани, лавки, ліхтарі, насадили клумби. Відтоді площа набрала свого сучасного вигляду.

## Сучасність

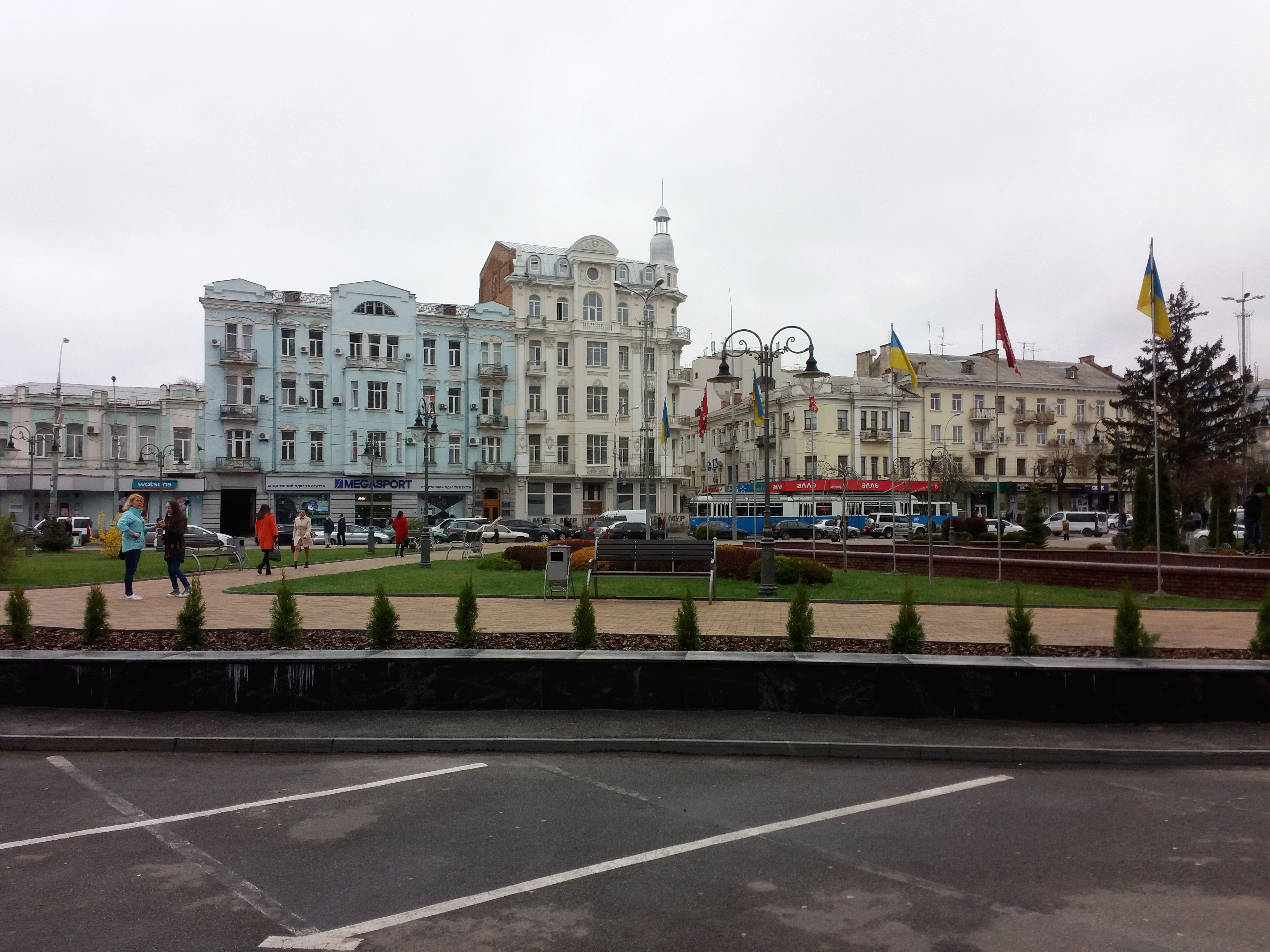
2017 рік

Сьогодні Майдан Незалежності — головна площа міста. Вона розташована на сході історичної місцини Завалля, обмежена вулицями Соборна, Миколи Оводова, Пушкіна. Розмір приблизно 10800 кв. м.
Майдан оточують:
- Вінницька міська рада (Соборна, 59);
- Художня галерея (Пушкіна, 2);
- готель «Поділля» (Пушкіна, 4);
- Будинок колишньої міської думи та Державного банку (Соборна, 67);
- історичні будівлі по Соборній, у тому числі Готель «Савой».

Майдан Незалежності залишається незмінним місцем святкувань, артпроєктів та естетичною зоною.